# Popara
A popara (bolgárul: Попара) (görögül: παπάρα, papara) egy népszerű balkáni étel. Gyakorta kerül az asztalra Bulgáriában, Görögországban, Szerbiában, Bosznia-Hercegovinában, Észak-Macedóniában, Montenegróban, Törökországban. Lehet sósan és édesen is fogyasztani. Az egyik változat tejbe/forró vízbe áztatott száraz kenyérből, sóból, túróból/sajtból és vajból áll, ebbe is kerülhet cukor. A másik, egyszerűbb változat tejből, száraz kenyérből és cukorból készül.

## Fordítás
- Ez a szócikk részben vagy egészben  a   Popara című angol Wikipédia-szócikk fordításán alapul.  Az eredeti cikk szerkesztőit annak laptörténete sorolja fel. Ez a jelzés csupán a megfogalmazás eredetét és a szerzői jogokat jelzi, nem szolgál a cikkben szereplő információk forrásmegjelöléseként.